# Nazionale maschile di calcio a 5 del Cile
La nazionale di calcio a 5 del Cile è, in senso generale, una qualsiasi delle selezioni nazionali di Calcio a 5 della Federación de Fútbol de Chile che rappresentano il Cile nelle varie competizioni ufficiali o amichevoli riservate a squadre nazionali.
Il Cile non ha mai ottenuto risultati significativi a livello internazionale, nella storia dei campionati sudamericani non è mai approdato ai primi quattro posti e quindi ha sempre mancato la qualificazione ai campionati mondiali, il primo "punto" in manifestazioni internazionali è arrivato il 17 aprile 1996 nel pareggio per 1-1 contro la nazionale Argentina mentre la prima vittoria è arrivata il 1º maggio 2000 a Foz do Iguaçu nella vittoria per 5-4 sull'Ecuador.

## Risultati nelle competizioni internazionali

### Mondiale FIFUSA
- 1982 - non qualificata
- 1985 - non qualificata
- 1988 - non qualificata

### FIFA Futsal World Championship
- 1989 - non qualificata
- 1992 - non qualificata
- 1996 - non qualificata
- 2000 - non qualificata
- 2004 - non qualificata

### Campeonato Sul-Americano
- 1969 - nn
- 1969 - nn
- 1971 - nn
- 1973 - nn
- 1975 - nn
- 1976 - nn
- 1977 - eliminata
- 1979 - eliminata
- 1983 - eliminata
- 1986 - eliminata
- 1989 - eliminata

### Copa America/Taça America
- 1992 - non presente
- 1995 - non presente
- 1996 - primo turno
- 1997 - non presente
- 1998 - non presente
- 1999 - non presente
- 2000 - primo turno
- 2003 - primo turno
- 2008 - primo turno